# 2-Méthylbutan-2-ol
Le 2-méthylbutan-2-ol est un alcool tertiaire. Il est naturellement présent dans le lait de lapine, où il semble jouer un rôle de phéromone pour stimuler la tétée chez le lapereau.